# SN 1961C
SN 1961C – supernowa odkryta 14 stycznia 1961 roku w galaktyce MCG +07-05-29. W momencie odkrycia miała maksymalną jasność 18,20m.